# Fédération de Basketball du Burundi
La Fédération de Basketball du Burundi è l'ente che controlla e organizza la pallacanestro in Burundi.
La federazione controlla inoltre la nazionale di pallacanestro del Burundi e ha sede a Bujumbura.
È affiliata alla FIBA dal 1994 e organizza il campionato di pallacanestro burundese.